# Генриетта Амалия Ангальт-Дессауская
Генриетта Амалия Ангальт-Дессауская (нем. Henriette Amalie von Anhalt-Dessau; 26 августа 1666, Клеве — 18 апреля 1726, Диц) — принцесса Ангальт-Дессауская из династии Асканиев, в замужестве княгиня Нассау-Дицская. В 1696—1707 годах являлась регентом при сыне и исполняла обязанности штатгальтера Фрисландии, Гронингена и Дренте.

## Биография
Генриетта Амалия — дочь князя Иоганна Георга II Ангальт-Дессауского и Генриетты Катарины Нассау-Оранской, дочери князя Фредерика Генриха Оранского, штатгальтера Нидерландов.
26 ноября 1683 года в Дессау принцесса Генриетта Амалия вышла замуж за кузена, князя Генриха Казимира II Нассау-Дицского. После смерти мужа княгиня Генриетта Амалия была назначена регентом при несовершеннолетнем старшем сыне. Генриетта Амалия унаследовала от матери много выдающихся картин нидерландских мастеров.
При родах второй дочери Генриетте Амалии помогала Юстина Зигемундин. Генриетта Амалия умерла во дворце Ораниенштайн, в благоустройство которого она внесла большой вклад. В 1704—1709 годах дворец был перестроен в барочном стиле по проекту архитектора Даниэля Маро.

## Потомки
В браке с князем Генрихом Казимиром родились
- Вильгельм Георг Фризо (1685—1686)
- Генриетта Альбертина (1686—1754)
- Иоганн Вильгельм Фризо (1687—1711), князь Нассау-Дица, женат на Марии Луизе Гессен-Кассельской
- Мария Амалия (1689—1771), канонисса Херфордского монастыря
- София Гедвига (1690—1734), замужем за герцогом Карлом Леопольдом Мекленбургским
- Изабелла Шарлотта (1692—1757), замужем за князем Кристианом Нассау-Дилленбургским (1688—1739)
- Иоганна Агнесса (1693—1765)
- Луиза Леопольдина (1695—1758)
- Генриетта Казимира (1696—1738)